# 瓜納加薩帕
瓜納加薩帕（西班牙語：Guanagazapa），是危地馬拉的城鎮，位於該國南部，由埃斯昆特拉省負責管轄，面積220平方公里，海拔高度239米，2002年人口12,726，人口密度每平方公里57.85人。